# Carne di cane

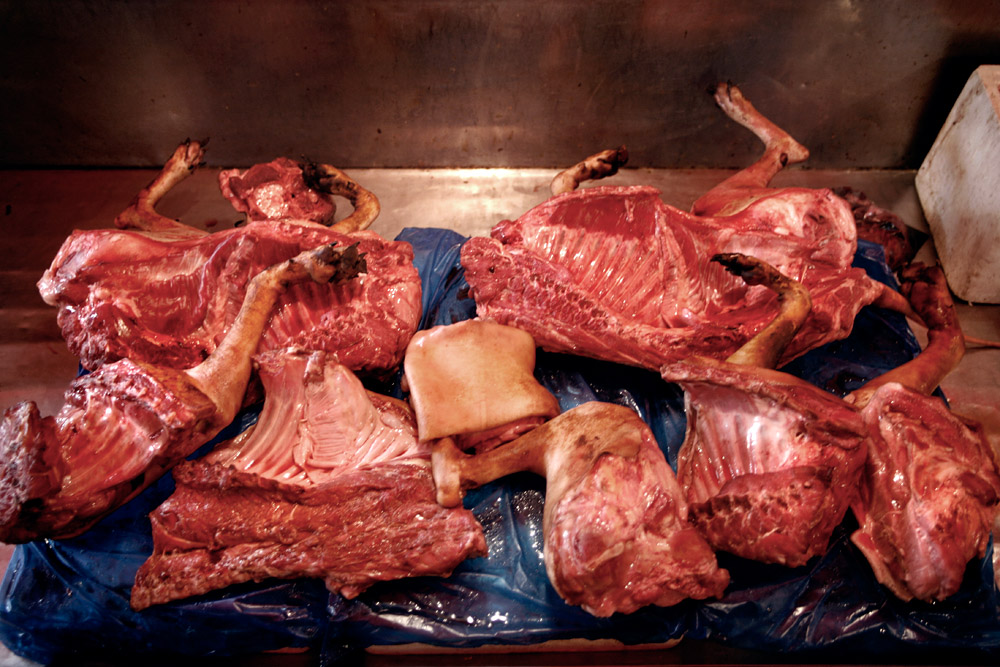
Vecchia foto del mercato di Gyeongdong, che non vende più carne di cane.

La carne di cane è considerata alimento in alcuni paesi del mondo (soprattutto in Asia orientale e in Oceania), dove alcune razze canine sono allevate appositamente per la macellazione. La storia e le implicazioni culturali e legali del suo consumo variano notevolmente da paese a paese.

## Approccio culturale al consumo

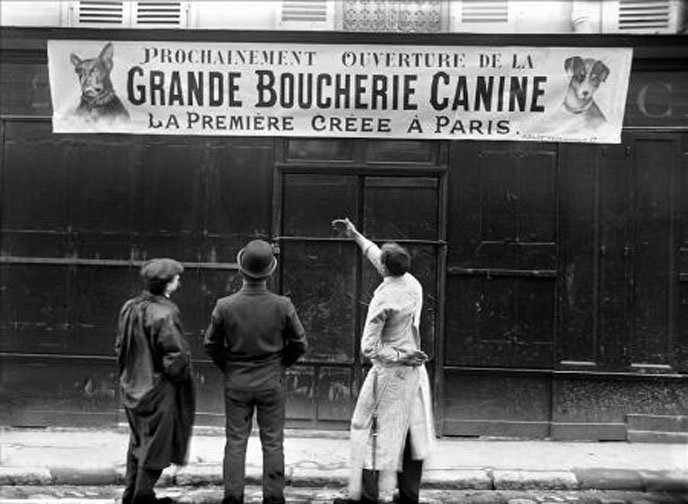
Foto di una finta macelleria canina a Parigi, 1910

In alcune società, il consumo alimentare di carne di cane si fonda su una stabile tradizione culturale; in altre, come in molti paesi occidentali, è generalmente ritenuto offensivo quando non immorale perché considerato il migliore amico dell'uomo, sebbene alcuni autori occidentali ritengano che le critiche verso questa pratica siano un sintomo di "intolleranza" e di "imperialismo culturale".
Altre culture e individui, compresi alcuni non occidentali, si oppongono, di contro, al consumo di carne di cane nei paesi non occidentali, essendo i cani creature emotive e amichevoli nei confronti dell'uomo e/o perché si oppongono a metodi di macellazione crudeli.
Nella cultura ebraica, così come in quella islamica, il consumo di cane è proibito dalle leggi alimentari islamiche e dalle regole ebraiche del Casherut.
Nei media, la macellazione ed il consumo di carne di cane e di altri carnivori è stato correlato ad alcuni casi di trasmissione di rabbia, sebbene l'Organizzazione mondiale della sanità affermi che la consumazione della carne, anche cruda, di animali infetti non sia un vettore della rabbia.
Dal 2009 ad oggi, la popolazione locale, nella città cinese di Yulin partecipa al Yulin Dog Meat Festival, festival della carne di cane dalla durata di 10 giorni. Un quotidiano locale considera le campagne contro lo Yulin Dog Meat Festival come un'"interferenza occidentale", e ha citato la corrida come esempio di crudeltà verso gli animali su cui l'Occidente ha chiuso un occhio. Il quotidiano ha inoltre attribuito la controversia a una presunta campagna occidentale contro la Cina.
Nel corso degli anni si è visto un crescente odio espresso sui social network nei confronti della popolazione cinese ed asiatica passando da una campagna d'indignazione a una crociata sinofobica.

## Consumo nel mondo

### Africa
In Africa il consumo di carne di cane è praticato da diverse tribù ed in diverse nazioni sebbene in maniera sporadica e legata a tradizioni ed usi localistici.
In Nigeria e Namibia invece esistono dei vasti allevamenti di cani destinati alla macellazione e al consumo.

### Artico e Antartico
Storicamente i cani sono stati una fonte di cibo d'emergenza per vari popoli della Siberia, dell'Alaska, della parte più settentrionale del Canada e della Groenlandia. Sono menzionati in letteratura alcuni casi di consumo alimentare di cani da slitta da parte di esploratori occidentali: l'esploratore britannico Ernest Shackleton, durante la spedizione Endurance in Antartide, fu costretto, in mancanza di viveri, a cibarsi dei propri cani da slitta. Casi analoghi coinvolsero gli esploratori Roald Amundsen, Douglas Mawson e Xavier Mertz. Quest'ultimo soffrì di ipervitaminosi A, indotta dal consumo del fegato dei cani.

### Canada
Per una larga fascia della società canadese contemporanea, il consumo di carne di cane è tabù, ma la pratica permane presso alcune minoranze etniche. La legge ambientale canadese (Canada's Wildlife Act, 1973) proibisce la vendita delle carni di qualsiasi specie selvatica, ma nessuna legge, tuttavia, disciplina la vendita di carne canina che può essere quindi liberamente distribuita, se preventivamente macellata sotto il controllo di un ispettore sanitario federale.
Nel 2003, alcuni ispettori sanitari scoprirono quattro carcasse congelate di canidi nel congelatore di un ristorante cinese di Edmonton. Dopo gli opportuni controlli, le carcasse, che non erano state denunciate, risultarono appartenere a dei coyote; anche se il ristorante venne chiuso, gli ispettori dichiararono che non era illegale la vendita e il consumo di canidi, fin tanto che la carne fosse stata regolarmente sottoposta ai controlli igienico-sanitari.

### Cina
In Cina, il consumo varia da regione a regione, ma per lo più viene consumata negli stati del Guangdong, Yunnan e del Guangxi nel sud e a Heilongjiang, Jilin e Liaoning nel nord.

### Corea
Nella penisola coreana la carne di cane viene raramente usata per alcune ricette, di antica tradizione sudcoreana come il Bosintang.
Il dittatore della Corea del Nord Kim Jong-un ha invitato la popolazione a mangiare carne di cane per risolvere il problema della fame di milioni di nordcoreani. Il governo nordcoreano ha avviato campagne pubblicitarie, parlando di un buon apporto nutritivo della carne di cane.

### Europa
In Slovacchia e Svizzera viene permesso il consumo di carne di cane.

### India
In India il consumo di carne è presente da tempo immemore nello stato del Nagaland, stato localizzato nella zona nord-orientale del Paese. La etnie Naga, che lo abitano, con motivazioni diverse, hanno questa radicata abitudine alimentare. 
Nel 2020 lo stato indiano ha proibito per legge questa pratica che annualmente provoca la macellazione di circa 30.000 cani.

### Vietnam
In Vietnam sono ancora oggi molto diffusi piatti a base di carne di cane (thịt chó), tra cui carne alla griglia e stufati, salsicce e polpette. Questi piatti vengono serviti da ristoranti dedicati oppure generalisti, dal Sud (Ho Chi Minh) al Nord del paese (Hanoi).